# Bolostromus devriesi
Espèce
Bolostromus devriesi est une espèce d'araignées mygalomorphes de la famille des Cyrtaucheniidae.

## Distribution
Cette espèce est endémique de la province d'Esmeraldas en Équateur,. Elle se rencontre vers San Miguel de Cayapas.

## Description
La femelle holotype mesure 7,94 mm.

## Systématique et taxinomie
Cette espèce a été décrite par Dupérré en 2023.

## Étymologie
Cette espèce est nommée en l'honneur de Tjitte de Vries.

## Publication originale
- Dupérré, 2023 : « Review of the American genus Bolostromus Ausserer, 1875 with the description of fourteen new species (Araneae, Cyrtaucheniidae). » Zootaxa, no 5317(1), p. 1-88.